# Erythrus
Erythrus är ett släkte av skalbaggar. Erythrus ingår i familjen långhorningar.

## Dottertaxa tillErythrus, i alfabetisk ordning[1]
- Erythrus angustatus
- Erythrus apicalis
- Erythrus apiculatus
- Erythrus assimilis
- Erythrus atripennis
- Erythrus atrofuscus
- Erythrus axillaris
- Erythrus biapicatus
- Erythrus bicolor
- Erythrus biimpressus
- Erythrus bimaculatus
- Erythrus blairi
- Erythrus championi
- Erythrus coccineus
- Erythrus congruus
- Erythrus crinitoguttatus
- Erythrus formosanus
- Erythrus fortunei
- Erythrus fruhstorferi
- Erythrus gilvellus
- Erythrus ignitus
- Erythrus laosensis
- Erythrus laticornis
- Erythrus ligystropteroides
- Erythrus lineatus
- Erythrus longipennis
- Erythrus montanus
- Erythrus multimaculatus
- Erythrus palliatus
- Erythrus quadrimaculatus
- Erythrus quadrisignatus
- Erythrus rothschildi
- Erythrus rotundicollis
- Erythrus rubriceps
- Erythrus sternalis
- Erythrus suturellus
- Erythrus taiwanicus
- Erythrus westwoodii
- Erythrus viridipennis